# 中国人民解放军武汉市军事管制委员会
中国人民解放军武汉市军事管制委员会是1949年5月中国人民解放军占领武汉市后，对武汉市实施军事管制的地方最高权力机关机关。在汉口洞庭街111号德明饭店（1954年改名为江汉饭店，今胜利街245号）办公。

## 历史
1948年7月中共中央撤销湖北省工委、武汉市工委，成立了中共武汉市委，书记曾惇，组织部长江浩然，宣传部长张文澄，委员陈克东、刘实（负责工运），设工人运动委员会、学生运动工作组、妇女工作组、青年工作组（领导外围学生组织“新民主主义青年联盟”）、文化新闻工作组、教育工作组、统一战线工作组、金融工作组、策反工作组，建立一批外围革命组织；至1949年3月，在武汉三镇党员有390人，外围组织成员达2000余人。武汉地下市委于1949年2月23日和4月19日，先后两次召开全体会议，部署城市接管工作。11个不同系统的城市工作部门共组织派遣人员和各种城工关系约2800人在武汉活动。中原局组织部城工科（1948年11月成立，科长李俊成，副科长孟起，秘书卢仲哲）对武汉政治、军事、经济、社会等各方面各单位各重点人物做了全面、广泛、系统调查，1949年4月9日在郑州编印了《武汉调查》。随后，江汉区党委城工部（部长邱肱良）又送来很多调查资料，中原局组织部城工科续编了《武汉调查（补编）》。《武汉调查》正本和补编共两册，约40余万字。江汉区党委城工部、江汉二地委（鄂中地委）城工部、江汉区三地委(襄南地委)城工部、鄂豫三地委武汉工委（书记周达五，副书记李海波）都在积极开展武汉工作。武汉解放前夕，地下党员400余人，外围组织成员4000余人。团结、争取了一大批民主人士：
- 国民党元老李书城、张难先
- 民主进步人士聂国青、周杰、陈经畲、耿伯昭
- 工商界人士孙葆基、钱仲超、王涛、茅伯笙、尤箕照、秉珩、盛熙康等
- 学界教授周鲠生、朱裕璧、马哲民、陈时等
- 中原局组织部城工科策动张轸起义，策反了中统汉口区主任徐行、国民党平汉铁路局特别党部主任委员刘松山、国民党湖北省党部书记长陈良屏
- 江汉区党委城工部策反湖北省警察局局长胡慎仪（胡桓义）、汉口市警察局局长李经世及副局长胡武（兼汉口市保安警察总队长）、武昌市市长蒋铭、汉口市市长晏勋甫等。湖北省参议会副议长艾毓英、湖北省建设厅厅长等人率领本单位保存了档案、物资，移交给军管会。

1949年2月3日中央军委命令第四野战军第十二兵团部率第四十军、第四十三军和1个炮兵团、2个工兵营共12万兵力，组成四野先遣兵团，萧劲光任司令员、唐天际任政治委员，从北平南下威慑武汉，钳制白崇禧的华中重兵集团，策应第二、第三野战军渡江战役。3月底，江汉军区独一旅、独二旅与桐柏军区第五十八军发起花园战役，重创桂系核心主力第七军，攻占孝感县花园镇，打开了武汉的北大门。 4月2日，先遣兵团攻占信阳。4月5日又攻占了罗山、黄安等地，与鄂豫军区部队会师。 
1949年4月底，中央军委鉴于渡江战役顺利进行，白崇禧重兵集团有南逃迹象，指示四野先遣部队提早渡江，相机夺取武汉。解放军第四十军第118师主力集结于武汉近郊的横店、黄陂城关、滠口、杨家驿一线，作攻占汉口的准备；第四十三军与第四十军的120师、153师推进到新洲县境内的仓埠、李集等地，并准备从团风至田家镇地段渡江，准备包抄武昌。5月14日，阳逻区委书记林达派到南岸去侦察敌情的一支地方武装先遣队控制了赵家矶渡口，报告南岸国军开始溃逃。5月15日，解放军第153师开始渡江，南岸的国军5个营起义投共，解放军153师追歼南逃之敌，攻占大冶、阳新等县，随即分兵迂回西进葛店、武昌。5月15日凌晨，华中剿匪总司令部副总司令兼第五绥靖区司令张轸率部5个师约2万人，在武昌以南的贺胜桥、金口一带起义。位于汉口正面的解放军第118师（师长麻城人邓岳）攻占了汉口郊外的标子湾、刘家庙一线，并向滠口方向推进。江汉军区独立第一旅占领了蔡甸，进入汉阳县中心地区。至此，人民解放军已从北、西、东三面完成了对武汉市区的包围。5月15日当天下午，华中军政长官公署司令长官白崇禧乘飞机离武汉。5月15日下午19时武汉守备司令鲁道源在汉口发表书面谈话，宣布“放弃武汉”，部队于当日午夜前撤往武昌。5月16日，国军撤出武昌。 
5月16日解放军第118师从江岸刘家庙、岱家山开进汉口；5月17日解放军第153师沿武冶公路进入武昌，江汉军区独立一旅(副旅长王定烈)进入汉阳，中共全部攻占武汉三镇后。5月22日成立中国人民解放军武汉市军事管制委员会。5月23日，武汉市军管会发布《第一号布告》，宣布军管会是“军事管制时期的最高权力机关，统一全市军事、政治、经济、文化等管制事宜。”5月24日武汉市人民政府成立；军管会颁布第2号布告，禁止金圆券在市场流通，一律使用人民币。5月25日中共武汉市委成立。武昌市、汉口市和汉阳县城为武汉市，由中央直辖，行政辖区土地面积302平方公里；武汉市建成区面积34.7平方公里、102万人口。
武汉的接收干部主要从中原解放区、东北解放区调派，共约6000至80000人，其中省级9人、地委级80人、县团级342人、其余为区以下干部和新调训工人、学生、职员等。
1949年6月2日，接管人员开始进入被接管的单位和部门。军管会发布第3号布告，宣布接管人员均佩戴军管会臂章、并持正式文件到被接管单位，如不具备上述手续，均属冒充接管之徒。6月14日，武汉市人民政府明令废除保甲制度。
对接受的公营单位，坚持“原职原薪”，取1948年9、10、11月三个月正薪按照当月米价计算出平均实物数量，折合为“工资分”，每分为5种生活物资的组合：二道机米1斤半、龙头细布4寸、中等海盐5两、中等麻油5两、普通煤球3斤。每月发放工资两次，按照米布煤的市价折算为人民币发放。
1949年7月29日，武汉市军管会发布《关于调整下属各部门领导关系的通知》，交通接管部、文化接管部、工业处直属于中原临时人民政府。
1949年8月16日，武汉市军管会对内停止办公（对外仍保持军事管制），工作移交武汉市人民政府。1950年1月，接管工作全部完成。

## 组织架构
- 主任谭政（第四野战军副政委兼政治部主任）
- 副主任陶铸（第四野战军政治部副主任）、1949年8月11日增补张平化
- 委员：谭政、陶铸、萧劲光、倪志亮、唐天际、张平化、吴德峰、张执一、李一氓（未到职）、朱涤新、赵尔陆、徐林、何伟、王阑西、卓雄。5月27日，潘梓年、李一清被增补为委员。
- 武汉市委书记张平化，副书记周季方、谢邦治。市委组织部长夏之栩。[4]
- 武汉市长吴德峰，副市长周季方、张执一，秘书长张静之（未到职）、赵飞克，副秘书长刘宏
- 武汉警备司令部兼武汉防空司令部：司令员萧劲光（第12兵团司令员兼政委），政委谭政，第一副司令员倪志亮，第二副司令员朱涤新，副政委兼政治部主任唐天际，政治部副主任钱亦民，秘书长王西萍
- 秘书长：何伟。副秘书长：张执一　杨春甫
  - 行政处处长金泽霖
  - 秘书处处长李心清，副处长刘雪初、孙德枢
  - 交际处
- 军政接管部 部长杨春甫，副部长张静之
  - 军事处
    - 航空组：接管了汉口气象台和汉口王家墩空军机场气象台，合并为汉口气象台。
    - 海军组
    - 防空组：5月17日，十二兵团即派军械部长陈文彪接收了在中共沔东县委城工部的策动下和平起义的湖北省防空指挥部、武昌防空情报所等单位的全体官兵和工程技术人员。

  - 政权处：接管了国民党中央政府在汉部门、河南省流亡政府、华中行辕、两湖考铨处、豫陕考铨处、两湖监察委员会行署、豫鲁监察委员会行署、华中军政长官公署等35个单位。
- 物质接管部 部长赵尔陆，副部长徐林、李一清、曾志；秘书长魏今非，副秘书长陈钧
  - 工业处：16个公营企业中10个停工，2000多私营工厂、作坊。处长高元贵，副处长赵飞克、金实蘧、王焕宇
  - 财粮处：处长王觉，副处长张向南，林锦章（兼税务局长）
  - 海关贸易处：处长陈醒，副处长李健、沈旭（兼海关）。海关贸易处派沈旭、王奇为军代表开始接管江汉关。江汉关税务司蔡学团向军代表办理移交手续，接管职工750人。1949年9月28日，中原临时人民政府“着派陈策同志为海关长”。江汉关更名为中华人民共和国汉口关。11月4日，海关总署命令调派江汉关沈旭为队长、王奇（后任广东省计划委员会副主任）为副队长的36人，包括以前随军由东北南下接管江汉关的苗晴（当时在江汉关负责物价工作，后任九龙海关关长），钱海林（江汉关稽查员，后任广东分署主任）、张希印（山东南下接管江汉关干部，后任九龙海关副关长）、吴方连（江汉关海员，后任九龙海关查私处处长）、顾金福（江汉关水手，后任九龙海关科技处副处长），姜成文（江汉关职员，后任九龙海关科技处副调研员）、叶自任、封朴，南下接管粤海关、九龙关、拱北关。11月28日派鲁野为汉口关副关长。
  - 农林水利处：处长徐觉非
  - 后勤处：处长周纯全，副处长罗文
  - 房管处：处长方坤，副处长陈练升
  - 卫生处：1949年末，武汉市区有医疗机构58个，病床1497张，卫生员3423人。平均每千人拥有病床1.47张、卫生技术人员3.36人。处长孙仪之，副处长孙文华
  - 金融处：处长陈希愈，副处长何幼奇、吴子文
  - 石灰窑工业特区特派员办事处：特派员金实蘧兼。在黄石港、石灰窑、铁山等地执行工矿企业之接管任务，并负责领导该区之工业行政及地方行政。1949年6月12日，由特派员金实蘧同志主持召开“武汉市军事管制委员会石灰窑工业特区特派员办事处”成立大会，宣告成立，开始办公，并张贴布告。不久经中原临时人民政府批准，设置“湖北大冶特区办事处”，直属中原临时人民政府领导。
- 交通接管部：部长李一清（未到职），第二部长刘惠农，副部长聂洪钧、陈瑞光
  - 铁道处：处长郭维城，副处长田裕民
  - 公路处：处长贾一平
  - 电讯处：处长张瑞，副处长陈开第、刘青云
  - 航运处：处长吴白立，副处长潘名珍
  - 邮政处：处长申修。接管干部127人。接管了湖北省邮政管理局、武昌一等邮局、汉阳二等邮局、邮政储金汇业局汉口分局及其下属的武昌办事处。8月1日在武汉成立湖北省人民邮政管理局。旧湖北省邮政管理局局长张威廉被任命为湖北省人民邮政管理局副局长。
- 文化接管部：部长潘梓年，第二部长王阑西，副部长廖井丹、陈荒煤、陈亚丁、刘白羽、胡克实、刘祖春
  - 新闻出版处：处长廖井丹，副处长李普。吸取了天津市接管处理旧报纸的前车之鉴。接管五家国民党公开报社：国民党中宣部《武汉日报》、汉口市党部《华中日报》、国防部机关报《和平日报》（即《扫荡报》）、湖北省政府《新湖北日报》、三青团《汉口报》。查封以民营面目出现的国民党报社：人民服务总队机关报《民言报》、汉口市党部控制的《民风报》、中统的《正风报》、平汉路特别党部书记长办的《楚声报》、和平日报主笔私人办的《大同日报》。私营报纸有大报《大刚报》、洪帮的《武汉时报》，小报多种如纯黄色的《罗宾汉报》、《中国晚报》、《大晚报》、34个小报联合的《民联报》、《正义报》。私人通信社等。[5]倪康华负责出版方面的接管，接管了国民党“中正书局”、三青团“中国文化服务社”和“建国书店”等。邢西彬负责印刷方面的接管，接管了《新湖北日报》印刷厂（当时设在汉口江汉路），《大同报》印刷厂（设在汉口江汉一路），国民党湖北省政府机关印刷厂“民生印刷厂”（又称民生印刷公司、设在汉口生成北里）。1949年8月1日华中（中南）新华印刷厂成立。1949年8月8日武汉民营报纸只有《大刚报》核准登记出版。1950年8月12日《大刚报》公私合营，全部资产74800万元旧人民币，其中武汉市人民政府投资2亿元旧人民币，董事长李尔重（武汉市委宣传部长兼）兼编委会主任委员兼报社党组书记，总编辑陆天虹、曾卓。
  - 《长江日报》：于1949年5月23日由《东北日报》、《中原日报》工作人员南下在武汉创刊，报头由毛泽东题写，由武汉市军事管制委员会主办。社长廖井丹、副社长兼总编辑陈楚 叶兆琪 中共中央华中局（后为中南局）成立后，为华中局（中南局）机关报兼武汉市委和湖北省委的机关报。
  - 华中新华书店总店：总经理华青禾、副总经理彭展
  - 文艺处：处长陈荒煤，副处长宋之的、白桦、崔嵬
  - 教育处：有高等学校12所，其中国立4所，省立2所，私立4所，教会2所；中学63所，其中省立8所，汉口市立4所，私立35所，教会16所；小学311所，其中公立90所，私立221所（含教会28所，佛教7所，善堂31所，公馆办10所，行业办10所，回民办2所）；职业学校6所，其中国立1所，省立4所，教会1所；私立补习学校15所。设大专接管组、中学接管组、小学接管组。[6]：处长潘梓年（兼），副处长潘琪、胡克实、林路。接收了外省流亡在武汉的学校师生7000余人。
- 武汉市公安总局：局长朱涤新，副局长谢滋群（十五兵团政治部组织部长）。武汉三镇所有的旧警察，包括汉口市警局长李经世、保安警察总队队长胡武都主动留下等待接管。
- 武汉市职工会：第二书记蔡书彬 赵敏